# Thomas Höhl
Thomas Höhl (* 3. November 1967 in Forchheim) ist ein deutscher Lektor, Autor und Übersetzer.

## Leben
Seit 1989 schreibt Höhl regelmäßig für das Science-Fiction-Magazin Space View. Beginnend mit dem Jahr 2001 verfasste er mehrere Sachbücher zu Fernsehserien. Besonders populär wurden seine beiden Bücher zum Themenkomplex Star Trek, die er zusammen mit Mike Hillenbrand verfasste und die beide mit dem „Deutschen Phantastik Preis“ ausgezeichnet wurden.
Seit 2009 betreut Thomas Höhl die Science-Fiction-Serie Sternenfaust als Exposé-Autor. Bei dieser Serie wirkt er ebenfalls als Autor mit.
Thomas Höhl lebt in München.

## Werke als Autor
- Thomas Höhl und Peter Osterried: Kultserien - Ally McBeal und andere Erfolgsserien von David E. Kelley. Heel Verlag, Königswinter 2001, ISBN 978-3-89880-018-1.
- Mike Hillenbrand und Thomas Höhl: Superhelden - Mit Abenteuern aus Smallville. Heel Verlag, Königswinter 2003, ISBN 978-3-89880-231-4.
- Thomas Höhl: Coole Vampire. Von Angel bis Spike - Alles über die beliebtesten Blutsauger! Heel Verlag, Königswinter 2004, ISBN 978-3-89880-318-2.
- Thomas Höhl: Sexy & Stark - Die heißesten TV-Frauen. Heel Verlag, Königswinter 2005, ISBN 978-3-89880-515-5.
- Thomas Höhl: The Tribe - Das offizielle Fanbuch: Alle Charaktere, alle Highlights, alle Stars. Heel Verlag, Königswinter 2005, ISBN 978-3-89880-406-6.
- Thomas Höhl und Mike Hillenbrand: Dies sind die Abenteuer… 40 Jahre Star Trek. Heel Verlag, Königswinter 2006, ISBN 978-3-89880-668-8.
- Mike Hillenbrand und Thomas Höhl: Star Trek in Deutschland: Wie Captain Kirk nach Deutschland kam. Heel Verlag, Königswinter 2008, ISBN 978-3-86852-006-4.
- Thomas Höhl und Christian Lukas: Vampire. Heel Verlag, Königswinter 2009, ISBN 978-3-86852-165-8.

## Werke als Übersetzer
- Paul Ruditis: Star Trek Voyager: Das offizielle Logbuch. Heel Verlag, Königswinter 2004, ISBN 978-3-89880-404-2.
- Mark Chatterton: U2: Die ultimative Enzyklopädie. Heel Verlag, Königswinter 2005, ISBN 978-3-89880-319-9.
- Greg Farshtey: BIONICLE Legenden 1. Stadt der Verlorenen. Heel Verlag, Königswinter 2007, ISBN 978-3-89880-798-2.
- Greg Farshtey: BIONICLE Legenden 2. Die Gefangenen der Grube. Heel Verlag, Königswinter 2007, ISBN 978-3-89880-798-2.
- Greg Farshtey: Exo-Force: Flucht vom Sentai-Berg. Heel Verlag, Königswinter 2007, ISBN 978-3-89880-731-9.
- Greg Farshtey: Exo-Force: Angriff der Roboter. Heel Verlag, Königswinter 2007, ISBN 978-3-89880-724-1.
- Howard Martin: Handbuch für Vampirjäger. Heel Verlag, Königswinter 2009, ISBN 978-3-86852-118-4.
- Star Wars Millennium Falke YT-1300: 3-D-Modell und Buch. Heel Verlag, Königswinter 2010, ISBN 978-3-86852-325-6.

## Auszeichnungen
- Deutscher Phantastik Preis 2007 in der Kategorie "Bestes Sekundärwerk": 40 Jahre Star Trek (Heel)
- Deutscher Phantastik Preis 2009 in der Kategorie "Bestes Sekundärwerk": Star Trek in Deutschland (Heel)